# Sylvain Graglia
Sylvain Graglia (12 aprile 1989) è un calciatore francese nato a Tahiti, attaccante del Tefana.

## Carriera

### Club
Ha sempre giocato nel campionato tahitiano.

### Nazionale
Ha esordito in Nazionale nel 2016.